# Dark Before Dawn (album)
 (octobre 2017).
Si vous disposez d'ouvrages ou d'articles de référence ou si vous connaissez des sites web de qualité traitant du thème abordé ici, merci de compléter l'article en donnant les références utiles à sa vérifiabilité et en les liant à la section « Notes et références ».
Pour les articles homonymes, voir Dark Before Dawn.
Albums de Breaking Benjamin
Dear Agony
(2009) Ember
(2018)
Singles
1. Failure
Sortie : 23 mars 2015
2. Angels Fall
Sortie : 14 avril 2015
3. Defeated
Sortie : 12 mai 2015
4. Ashes of Eden[3]
Sortie : 3 mai 2016
5. Never Again
Sortie : 14 octobre 2016

Dark Before Dawn est le cinquième album du groupe américain de metal alternatif Breaking Benjamin, sorti en 2015 par Hollywood Records.

## Présentation
Dark Before Dawn est le premier album studio après la reformation du groupe à la suite d'une séparation de cinq ans (2010-2014) des anciens membres, et le premier album à présenter une formation entièrement différente aux côtés du fondateur Benjamin Burnley.
Le groupe se compose, désormais, de  Jasen Rauch, l'auteur de Dear Agony (guitare), Keith Wallen (guitare et chœurs), Aaron Bruch (basse et chœurs) et Shaun Foist (batterie). Burnley explique de cette formation que « tous ceux qui font partie du groupe ont été minutieusement sélectionnés » notant que « Keith [Wallen] et Aaron [Bruch] sont des chanteurs vraiment incroyables. C'est, en sorte, ce que le groupe a toujours eu besoin. »
Le 23 mars 2015, Breaking Benjamin publie un nouveau single intitulé Failure et annonce un nouvel album intitulé Dark Before Dawn, pour le 23 juin.
En une heure de précommande, l'album atteint la première place sur iTunes et la troisième de tous les autres classements,. Une tournée promotionnelle à l'album est annoncée pour mai jusqu'à juillet 2015.
Produit et composé par Burnley, cet opus prend forme et est principalement écrit avant la recomposition du groupe et avant même que les nouveaux membres n'aient joué une seule note ensemble.
Le processus d'enregistrement se déroule ensuite à la fois dans le home studio de Burnley et dans le même studio où a été enregistré l'album Phobia (2006), tous les membres du groupe exécutant leur instrument respectif, y compris les chœurs réalisés par le guitariste Keith Wallen et le bassiste Aaron Bruch, faisant de cet album le premier où les chants ne sont pas exclusivement interprétés par Burnley.
L'album est un succès critique et commercial. Il recueille majoritairement des avis positifs, de nombreux critiques louant l'album pour être resté fidèle au son établi par le groupe, bien que d'autres le considèrent comme trop ressemblant au précédent opus. À ce propos, Burnley a déclaré qu'il ne voulait pas « réinventer la roue » avec cet album[réf. nécessaire].
Dark Before Dawn fait son entrée en 1re position du Billboard 200, le premier album du groupe à être ainsi classé, vendant 141 000 exemplaires lors de sa première semaine d'exploitation.
Le premier single Failure devient leur troisième titre à atteindre la 1re place du classement Mainstream Rock Tracks.
En juillet 2016, Dark Before Dawn s'est vendu à plus de 360 000 exemplaires aux États-Unis et, le 29 août, il est certifié disque d'or par RIAA.

## Liste des titres
Toutes les chansons sont écrites et composées par Benjamin Burnley, sauf annotations.
| 1.    | Dark (Jasen Rauch)                         | 2:10 |
| 2.    | Failure                                    | 3:34 |
| 3.    | Angels Fall                                | 3:48 |
| 4.    | Breaking the Silence                       | 3:01 |
| 5.    | Hollow                                     | 3:51 |
| 6.    | Close to Heaven                            | 4:09 |
| 7.    | Bury Me Alive                              | 4:04 |
| 8.    | Never Again (Burnley, Rauch, Keith Wallen) | 3:43 |
| 9.    | The Great Divide                           | 4:12 |
| 10.   | Ashes of Eden                              | 4:53 |
| 11.   | Defeated (Burnley, Rauch)                  | 3:25 |
| 12.   | Dawn                                       | 1:52 |
| 42:42 |                                            |      |

## Crédits
| - Benjamin Burnley, Keith Wallen : guitare rythmique, chant - Aaron Bruch : basse, chant - Jasen Rauch : guitare - Shaun Foist : batterie - Dave Eggar : violoncelle - Katie Kresek : violon | - Production : Benjamin Burnley - Enregistrement : Benjamin Burnley, John Bender - Arrangements des cordes : Benjamin Burnley (titre 10) - Orchestration : Benjamin Burnley, Chuck Palmer, Dave Eggar - Mixage : Ben Grosse, Chris Lord-Alge - Direction artistique, design : Tom Jermann |

## Certifications
| Pays              | Certification | Unités certifiées |
| ----------------- | ------------- | ----------------- |
| États-Unis (RIAA) | Or            | 500 000           |